# Kim Tae-jin
Kim Tae-jin ((김태진?); 2 aprile 1977) è un ex calciatore sudcoreano, di ruolo portiere.